# Бросовинка
Бросови́нка (бел. Брасавінка) — деревня в составе Холстовского сельсовета Быховского района Могилёвской области Республики Беларусь.

## Население
- 2010 год — 7 человек